# Gare de Norddeich
La gare de Norddeich est une gare ferroviaire du quartier de Norddeich de la ville de Norden en Basse-Saxe et est le terminus de la ligne Rheine-Norddeich Mole. En raison de la fonction de Norddeich en tant que station touristique sur la côte de la mer du Nord de la Frise orientale, la gare est relativement fréquentée - malgré la population de la ville d'environ 1 200 habitants seulement - et est également desservie par des services ferroviaires de voyageurs longue distance.

## Section de la gare de Norddeich Mole

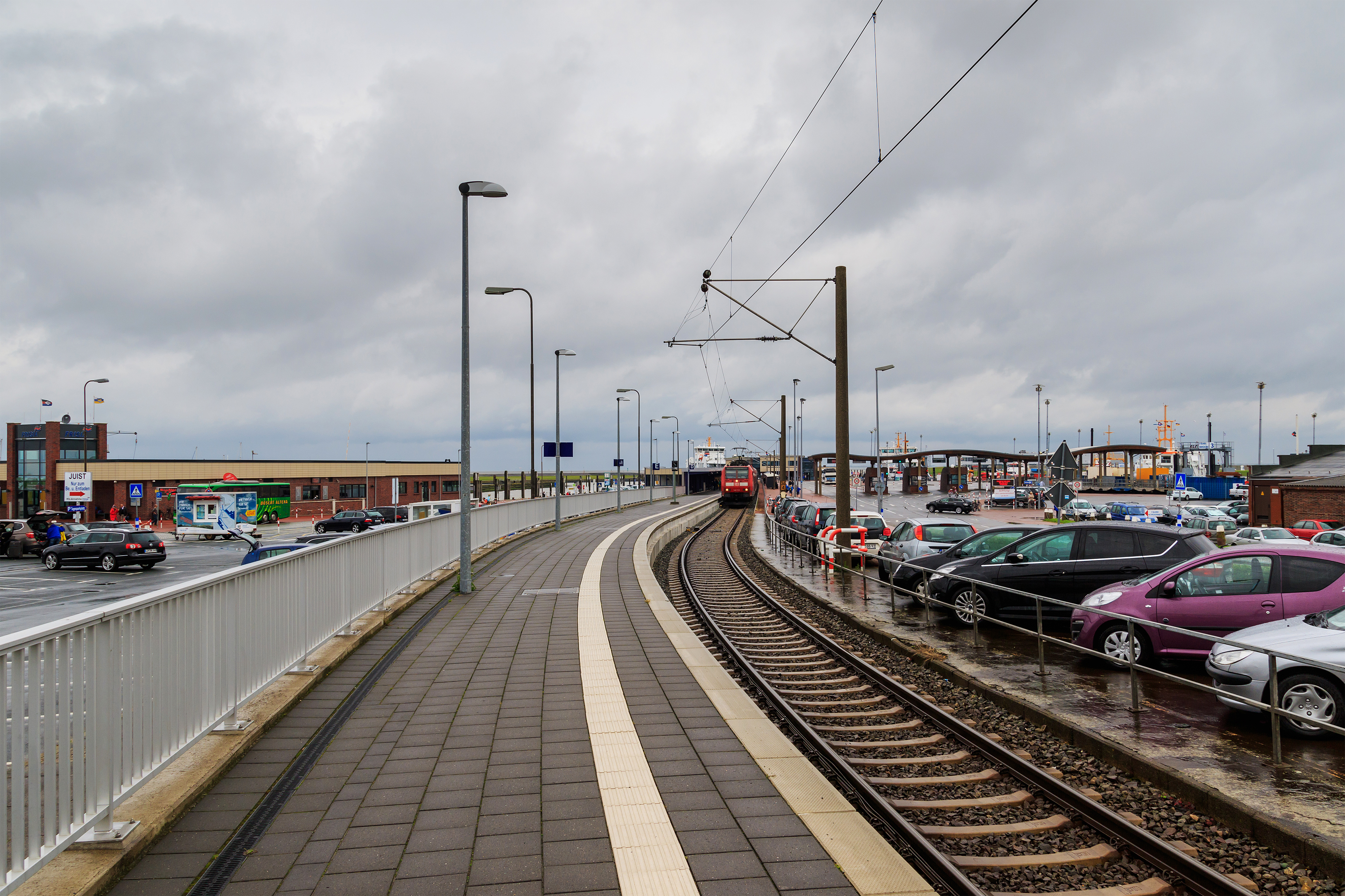
La plateforme d'aujourd'hui de Norddeich Mole

Avec Norddeich Mole, Norddeich possède une section de gare avec son propre quai, qui est ouverte en 1895 et sert de transfert au service de ferry (de) vers les îles de Juist et Norderney. Sur le plan opérationnel, il ne s'agit que d'une voie d'évitement de la gare. Depuis la modernisation en 2013, la plateforme est accessible aux personnes à mobilité réduite. En 2023, le concept Future Station de DB InfraGO (de) est mis en œuvre, ce qui conduit à une mise à niveau de la plateforme

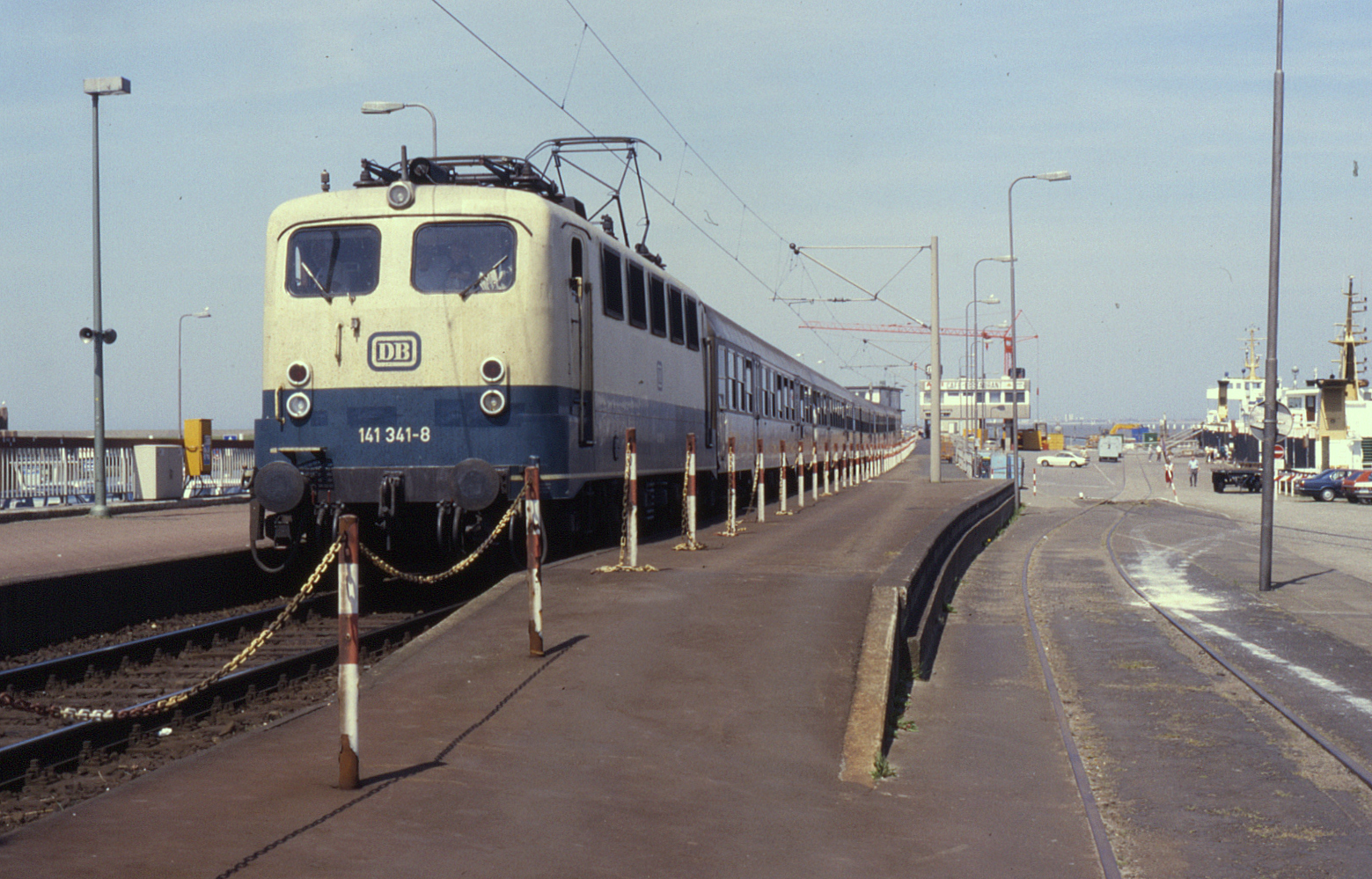
Norddeich Mole – 1989

Bien que la gare de Norddeich soit plus importante du point de vue de l'exploitation, c'est Norddeich Mole qui a le plus grand nombre de passagers. La particularité tarifaire du tronçon Norddeich-Norddeich Mole n'est plus le tarif ferroviaire régulier, mais le tarif SEE.

## Service
Les lignes Intercity vers Cologne et vers Berlin et Leipzig commencent et terminent à Norddeich Mole et s'arrêtent à Norddeich, ainsi que la ligne Regional Express RE 1 via Norden jusqu'à Hanovre. Les trains ICE de la ligne 47 s'arrêtent uniquement à Norddeich Mole et non à Norddeich.
| doubler | Tracé de la ligne | Tracé de la ligne | Cycle                         |
| ------- | --- | --- | ----------------------------- |
| ICE 47  | Norddeich Mole – Norden – Emden – Rheine – Münster – Wanne-Eickel – Gelsenkirchen – Duisbourg – Düsseldorf – Cologne Messe/Deutz – Siegburg/Bonn – Aéroport de Francfort – Mannheim – Stuttgart | Norddeich Mole – Norden – Emden – Rheine – Münster – Wanne-Eickel – Gelsenkirchen – Duisbourg – Düsseldorf – Cologne Messe/Deutz – Siegburg/Bonn – Aéroport de Francfort – Mannheim – Stuttgart | une paire de trains le samedi |
| IC 35   | Norddeich Mole – Norddeich – Norden – Emden – Leer – Papenbourg – Meppen – Lingen (de) – Rheine – Münster – Recklinghausen – Oberhausen – Duisbourg – Düsseldorf – Cologne                      | Norddeich Mole – Norddeich – Norden – Emden – Leer – Papenbourg – Meppen – Lingen (de) – Rheine – Münster – Recklinghausen – Oberhausen – Duisbourg – Düsseldorf – Cologne                      | trains individuels            |
| IC 56   | Norddeich Mole – Norddeich – Norden – Emden – Leer – Oldenbourg – Brême – Hanovre – Brunswick – Magdebourg –                                                                                    | Halle – Leipzig (– Dresde) | trains individuels            |
| IC 56   | Norddeich Mole – Norddeich – Norden – Emden – Leer – Oldenbourg – Brême – Hanovre – Brunswick – Magdebourg –                                                                                    | Potsdam – Berlin – Cottbus (de) | trains individuels            |